# Колвасозеро
Ко́лвасозеро (карел. Kolvasjärvi) — деревня в составе Ребольского сельского поселения Муезерского района Республики Карелия.

## Общие сведения
Расположена на восточном берегу озера Колвас.

## Памятники истории
В 0,5 км к востоку от деревни по дороге на Реболы сохраняется Братская могила советских воинов, погибших в годы Великой Отечественной войны.

## Известные жители
Крестьянин Иван Герасимович Романов (1890—после 1918), герой Первой мировой войны, подпрапорщик, Полный кавалер ордена Святого Георгия .

## Население
| 2002 | 2009 | 2010 | 2013 |
| ---- | ---- | ---- | ---- |
| 1    | →1   | ↘0   | →0   |